# 董士锡
董士錫（1782年—1831年），字晉卿，一字塤甫，江蘇武進人，清代詞人、學者。
嘉慶十八年副貢生，候選直隸州州判。其舅為張惠言，后又娶张惠言之女為妻，日後為常州詞派的中堅。因家贫，游走於公卿之间。河督黎世序聘他修撰《续行水金鉴》。晚年苦於病痛，左肘生瘤。道光十一年（1831年）逝世。有子董毅。
董士錫深受張惠言影響，工詩、賦，兼善填詞，“好治陰陽五行家言，暉心者數十載”。焦循論及董氏詞學:“晉卿先生之論詞，以情為主。”著有《遁甲通变录》、《形气正宗赋》，又有《齊物論齋集》文六卷，赋二卷，诗八卷，词三卷，及外编三卷，其中有《齊物論齋詞》一卷。